# Twicecoaster: Lane 1
Twicecoaster: Lane 1 (stilisierte Schreibweise TWICEcoaster : LANE 1) ist das dritte Mini-Album der südkoreanischen Girlgroup Twice. Es erschien am 24. Oktober 2016 zusammen mit der Single TT. Produziert wurde es von JYP Entertainment-Grüner Park Jin-young. Die Single TT wurde, wie auch schon die Singles der beiden Vorgänger-Alben, vom südkoreanischen Produzenten-Duo Black Eyed Pilseung zusammen mit Sam Lewis geschrieben.
Twicecoaster: Lane 1 stieg auf Platz 1 in die Gaon Album Charts ein und wurde somit das erste Nummer-eins-Album der Gruppe in Südkorea. Mit 350.852 verkauften Einheiten wurde es das meistverkaufte Album einer südkoreanischen Girlgroup im Jahr 2016.
Auch die Single TT stieg auf Platz 1 in die Charts ein und hielt die Position für vier Wochen.

## Hintergrund
Am 10. Oktober gab JYP Entertainment erste Details zur Veröffentlichung des dritten Mini-Albums von Twice bekannt. So wurden der Name des Albums, der Single und das Erscheinungsdatum, der 24. Oktober, genannt. An den folgenden Tagen wurden Teaser-Fotos, kurze Videos und die Titelliste des Albums veröffentlicht. Am 20. Oktober feierte Gruppe online über Naver V Live ihr einjähriges Bestehen. Dabei wurde der Name des siebten Titels genannt, One in a Million. Twice erklärte dazu, dass das Lied den Fans gewidmet sei. Die Phrase „One in a Million“ benutzt die Gruppe auch wenn sie sich vorstellt („One in a Million. Hallo, wir sind Twice.“).
Am 24. Oktober wurden Album und Single auf einer Live-Veranstaltung in Seoul der Öffentlichkeit vorgestellt.
Die Single TT wurde, wie auch schon die beiden Singles Like Ooh-Ahh und Cheer Up, vom Produzenten-Duo Black Eyed Pilseung zusammen mit Sam Lewis geschrieben. Bei dieser Veröffentlichung war zum ersten Mal keines der Twice-Mitglieder an den Texten oder den Kompositionen beteiligt. Die Produktion des Albums übernahm wieder, wie auch bei den beiden vorherigen Alben, Park Jin-young.

## Titelliste
| Nr.          | Titel            | Text                       | Musik                                                         | Länge |
| ------------ | ---------------- | -------------------------- | ------------------------------------------------------------- | ----- |
| 1.           | TT               | Sam Lewis                  | Black Eyed Pilseung                                           | 3:34  |
| 2.           | 1 to 10          | Chloe, Noday               | Noday, Chloe                                                  | 2:56  |
| 3.           | Ponytail         | Lee Sin-seong, ZigZag Note | ZigZag Note                                                   | 3:27  |
| 4.           | Jelly Jelly      | Jowul                      | east4A, Ashley Mounts, Kim Hee-deok                           | 3:32  |
| 5.           | Pit-A-Pat        | Yorkie, Kang Ji-won        | Kang Ji-won, Im Kwang-uk                                      | 3:27  |
| 6.           | Next Page        | Maeel                      | Joe J. Lee "Kairos"                                           | 2:57  |
| 7.           | One in a Million | mr.cho                     | Sebastian Thott, Didrik Thott, Andreas Öberg, Danielle Senior | 2:55  |
| Gesamtlänge: | Gesamtlänge:     | Gesamtlänge:               | Gesamtlänge:                                                  | 22:48 |

## Chartplatzierungen
Twicecoaster: Lane 1 stieg auf Platz 1 in die südkoreanischen Gaon Album Charts ein und war das erste Nummer-eins-Album der Gruppe in Südkorea. Das Album verkaufte sich in der ersten Woche mehr als 165.000 Mal und war damit in dieser kurzen Zeit erfolgreicher als sein Vorgänger Page Two in den vorangegangenen fünf Monaten. In den Gaon Jahrescharts 2016 konnte Twicecoaster: Lane 1 mit 350.852 verkauften Einheiten Platz 5 erreichen. Auch in den Jahrescharts 2017 war Page Two vertreten (Platz 84, 42.632 verkaufte Einheiten).
International konnte das Album in Taiwan Platz 1 erreichen. In Japan und den USA (Billboard World Albums) wurden ebenfalls Chartplatzierungen notiert.
| ChartsChartplatzierungen | Höchstplatzierung | Wochen |
| ------------------------ | ----------------- | ------ |
| Japan (Oricon)           | 10 (4 Wo.)        | 4      |
| Südkorea (KMCA)          | 1 (131 Wo.)       | 131    |

| ChartsJahrescharts (2016) | Platzierung |
| ------------------------- | ----------- |
| Südkorea (KMCA)           | 5           |

| ChartsJahrescharts (2017) | Platzierung |
| ------------------------- | ----------- |
| Japan (Oricon)            | 96          |
| Südkorea (KMCA)           | 84          |